# Cașcaval
Cașcaval (albanès: Kaçkavall; búlgar: Кашкавал (Kashkaval) serbi: Kačkavalj; sicilià: Cascavaddu; italià: Caciocavallo) és un formatge elaborat a partir de la llet de vaques o ovelles, originàriament produït a Sicília, però ara estès als Balcans, especialment a Romania, Bulgària, Sèrbia, Hongria, Turquia, Grècia, Eslovènia i Croàcia.
A Romania se'n fa una variant fumada que és molt popular. La seva textura és semi-suau i tova, mentre que el gust és fumat i lleugerament amarg.

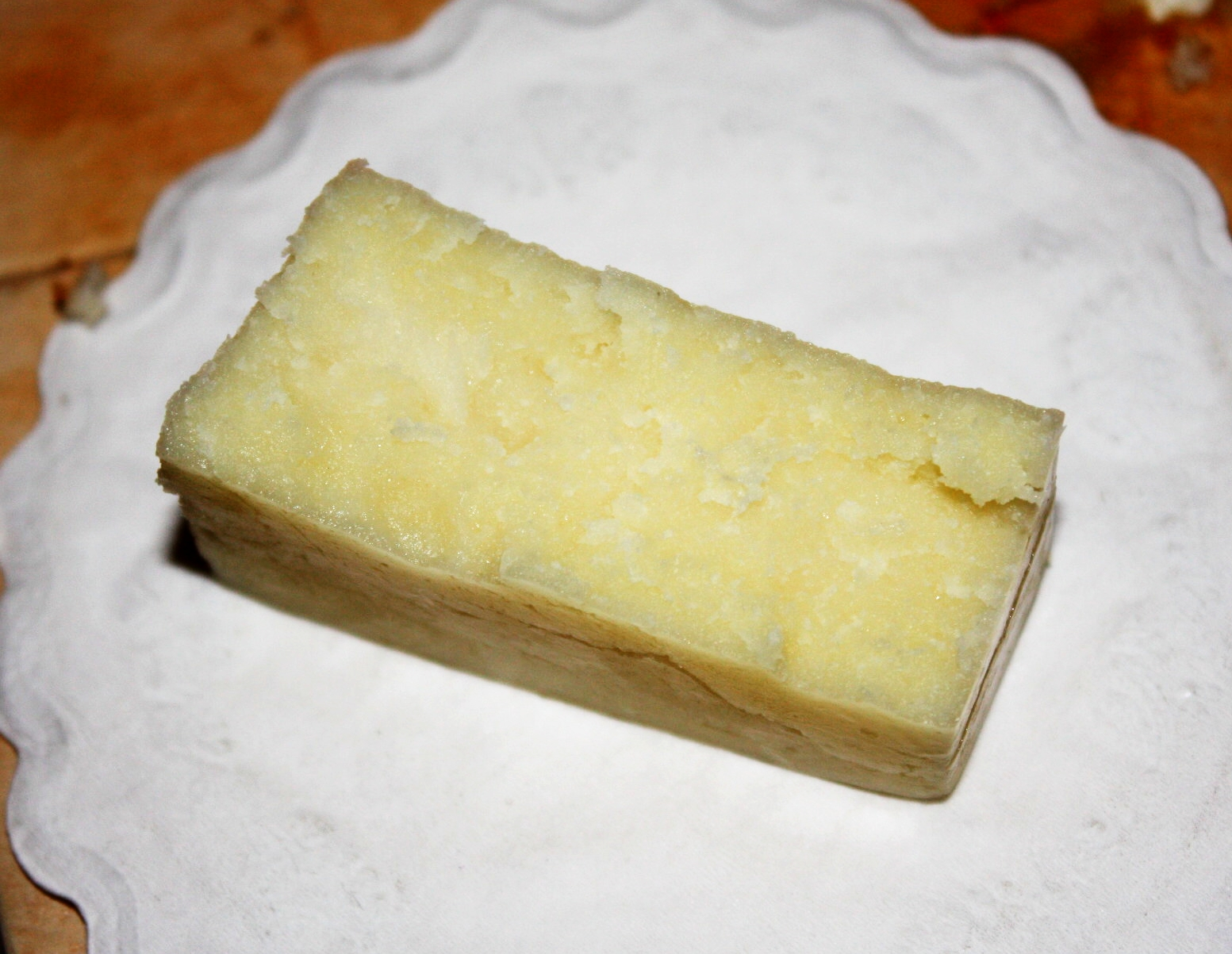
Formatge Cașcaval búlgar